# Notobalanus vestitus
Notobalanus vestitus is een zeepokkensoort uit de familie van de Archaeobalanidae. De wetenschappelijke naam van de soort werd voor het eerst geldig gepubliceerd in 1854 door Charles Robert Darwin als Balanus vestitus.